# Patricia Howlin
Patricia Howlin, née le 8 octobre 1946, est professeure de psychologie de l'enfant à l'Institut de psychiatrie de Londres. Ses principaux travaux de recherche portent sur l'autisme et les troubles envahissants du développement, y compris le syndrome de Williams, les troubles développementaux du langage et le syndrome de l'X fragile,,.
Howlin est membre de la British Psychological Society. Elle a été présidente de l'Association britannique de psychologie et de psychiatrie, et de la Société pour l'Étude des phénotypes comportementaux. Elle est fondatrice et rédactrice en chef de la revue Autism.

## Sélection de publications
- Patricia Howlin, Autism and Asperger syndrome : preparing for adulthood, Routledge, 2004 (ISBN 978-0-415-30968-4)
- Howlin Patricia, Goode Susan, Hutton Jane, Rutter Michael, Goode Susan, Goode Susan, Goode Susan, Goode Susan, Goode Susan et Goode Susan, « Adult outcome for children with autism », Journal of Child Psychology and Psychiatry, vol. 45, no 2,‎ 2004, p. 212–229 (PMID 14982237, DOI 10.1111/j.1469-7610.2004.00215.x)
- Patricia Howlin, Simon Baron-Cohen et Julie Hadwin, Teaching children with autism to mind-read : a practical guide for teachers and parents, Wiley, 1999 (ISBN 978-0-585-33442-4)
- Howlin Patricia et Moore Anna, « Diagnosis in Autism A Survey of Over 1200 Patients in the UK. », Autism, vol. 1, no 2,‎ 1997, p. 135–162 (DOI 10.1177/1362361397012003)